# Coupe latine de rink hockey 1959
Navigation
Coupe latine de rink hockey 1958 Coupe latine de rink hockey 1960
La Coupe latine de rink hockey 1959 est la 3e édition de la compétition organisée par le Comité européen de rink hockey. Cette édition a lieu à Lisbonne, au Portugal du 12 au 14 novembre 1959. Le Portugal remporte pour la deuxième fois ce tournoi.

## Déroulement
Les quatre équipes s'affrontent toutes une fois. 

## Classement et résultats
| Rang | Équipe   | Pts | J | G | N | P | Bp | Bc | Diff |  | Résultats |  |     |     |      |
| ---- | -------- | --- | - | - | - | - | -- | -- | ---- |  | --------- |  | --- | --- | ---- |
| 1    | Portugal | 6   | 3 | 3 | 0 | 0 | 23 | 3  | +20  |  | Portugal  |  | 6-1 | 5-2 | 12-0 |
| 2    | Espagne  | 4   | 3 | 2 | 0 | 1 | 16 | 7  | +9   |  | Espagne   |  |     | 3-1 | 12-0 |
| 3    | Italie   | 2   | 3 | 1 | 0 | 2 | 11 | 9  | +2   |  | Italie    |  |     |     | 8-1  |
| 4    | France   | 0   | 3 | 0 | 0 | 3 | 1  | 32 | -31  |  | France    |  |     |     |      |

### Sources
- (pt) Cet article est partiellement ou en totalité issu de l’article de Wikipédia en portugais intitulé « Taça Latina de 1959 » (voir la liste des auteurs).